# اچ‌ام‌اس جی۸
اچ‌ام‌اس جی۸ (به انگلیسی: HMS G8) یک زیردریایی بود که طول آن ۵۷٫۵ متر (۱۸۹ فوت) بود. این زیردریایی در سال ۱۹۱۶ ساخته شد.